# Masikia relicta
Masikia relicta là một loài nhện trong họ Linyphiidae.
Loài này thuộc chi Masikia. Masikia relicta được Ralph Vary Chamberlin miêu tả năm 1949.